# (9355) 1991 XO2
(9355) 1991 XO2 là một tiểu hành tinh vành đai chính. Nó được phát hiện bởi Seiji Ueda và Hiroshi Kaneda ở Kushiro, Hokkaidō, Nhật Bản, ngày 5 tháng 12 năm 1991.